# Emilia-Romagnas Grand Prix 2021
Emilia-Romagnas Grand Prix 2021 (officielt navn: Formula 1 Pirelli Gran Premio del Made in Italy e dell'Emilia Romagna 2021) var et Formel 1-løb, som blev kørt den 18. april 2021 på Autodromo Internazionale Enzo e Dino Ferrari i Imola, Italien. Det var det andet løb i Formel 1-sæsonen 2021, og 2. gang Emilia-Romagnas Grand Prix blev arrangeret.

## Kvalifikation
| Pos.               | Nr. | Kører              | Konstruktør           | Del 1     | Del 2     | Del 3     | Grid |
| ------------------ | --- | ------------------ | --------------------- | --------- | --------- | --------- | ---- |
| 1                  | 44  | Lewis Hamilton     | Mercedes              | 1.14,823  | 1.14,817  | 1.14,411  | 1    |
| 2                  | 11  | Sergio Pérez       | Red Bull Racing-Honda | 1.15,395  | 1.14,716  | 1.14.446  | 2    |
| 3                  | 33  | Max Verstappen     | Red Bull Racing-Honda | 1.15,109  | 1.14,884  | 1.14,498  | 3    |
| 4                  | 16  | Charles Leclerc    | Ferrari               | 1.15,413  | 1.14,808  | 1.14,740  | 4    |
| 5                  | 10  | Pierre Gasly       | AlphaTauri-Honda      | 1.15,548  | 1.14,927  | 1.14,790  | 5    |
| 6                  | 3   | Daniel Ricciardo   | McLaren-Mercedes      | 1.15,669  | 1.15,033  | 1.14,826  | 6    |
| 7                  | 4   | Lando Norris       | McLaren-Mercedes      | 1.15,009  | 1.14,718  | 1.14,875  | 7    |
| 8                  | 77  | Valtteri Bottas    | Mercedes              | 1.14,672  | 1.14,905  | 1.14,898  | 8    |
| 9                  | 31  | Esteban Ocon       | Alpine-Renault        | 1.15,385  | 1.15,117  | 1.15,210  | 9    |
| 10                 | 18  | Lance Stroll       | Aston Martin-Mercedes | 1.15,522  | 1.15,138  | Ingen tid | 10   |
| 11                 | 55  | Carlos Sainz, Jr.  | Ferrari               | 1.15,406  | 1.15,199  | N/A       | 11   |
| 12                 | 63  | George Russell     | Williams-Mercedes     | 1.15,826  | 1.15,261  | N/A       | 12   |
| 13                 | 5   | Sebastian Vettel   | Aston Martin-Mercedes | 1.15,459  | 1.15,394  | N/A       | 13   |
| 14                 | 6   | Nicholas Latifi    | Williams-Mercedes     | 1.15,653  | 1.15,5931 | N/A       | 14   |
| 15                 | 14  | Fernando Alonso    | Alpine-Renault        | 1.15,832  | 1.15,5931 | N/A       | 15   |
| 16                 | 7   | Kimi Räikkönen     | Alfa Romeo-Ferrari    | 1.15,974  | N/A       | N/A       | 16   |
| 17                 | 99  | Antonio Giovinazzi | Alfa Romeo-Ferrari    | 1.16,122  | N/A       | N/A       | 17   |
| 18                 | 47  | Mick Schumacher    | Haas-Ferrari          | 1.16,279  | N/A       | N/A       | 18   |
| 19                 | 9   | Nikita Masepin     | Haas-Ferrari          | 1.16,797  | N/A       | N/A       | 19   |
| 107%-tid: 1.19,899 |     |                    |                       |           |           |           |      |
| 20                 | 22  | Yuki Tsunoda       | AlphaTauri-Honda      | Ingen tid | N/A       | N/A       | 202  |
| Kilde:             |     |                    |                       |           |           |           |      |

Noter:
↑1 - Nicholas Latifi og Fernando Alonso satte en identisk tid i anden del, men Latifi blev placeret foran Alonso på griddet, da han havde sat tiden først.
↑2 - Yuki Tsunoda satte ikke en tid på grund af et uheld i kvalifikationen. Han måtte herefter erstatte store dele af sin ræser, og fik som resultat en straf, at han skulle starte bagerst. Dette gjorde dog ikke en forskel, da han alligevel skulle starte bagerst.

## Resultat
| Pos.                                                               | Nr. | Kører              | Konstruktør           | Omgange | Tid/Udgået  | Startpos. | Point |
| ------------------------------------------------------------------ | --- | ------------------ | --------------------- | ------- | ----------- | --------- | ----- |
| 1                                                                  | 33  | Max Verstappen     | Red Bull Racing-Honda | 63      | 2:02.34,598 | 3         | 25    |
| 2                                                                  | 44  | Lewis Hamilton     | Mercedes              | 63      | +22,000     | 1         | 191   |
| 3                                                                  | 4   | Lando Norris       | McLaren-Mercedes      | 63      | +23,702     | 7         | 15    |
| 4                                                                  | 16  | Charles Leclerc    | Ferrari               | 63      | +25,579     | 4         | 12    |
| 5                                                                  | 55  | Carlos Sainz, Jr.  | Ferrari               | 63      | +27,036     | 11        | 10    |
| 6                                                                  | 3   | Daniel Ricciardo   | McLaren-Mercedes      | 63      | +51,220     | 6         | 8     |
| 7                                                                  | 10  | Pierre Gasly       | AlphaTauri-Honda      | 63      | +52,818     | 5         | 6     |
| 8                                                                  | 18  | Lance Stroll       | Aston Martin-Mercedes | 63      | +56,9092    | 10        | 4     |
| 9                                                                  | 31  | Esteban Ocon       | Alpine-Renault        | 63      | +1.05,704   | 9         | 2     |
| 10                                                                 | 14  | Fernando Alonso    | Alpine-Renault        | 63      | +1.06,561   | 15        | 1     |
| 11                                                                 | 11  | Sergio Pérez       | Red Bull Racing-Honda | 63      | +1.07,151   | 2         |       |
| 12                                                                 | 22  | Yuki Tsunoda       | AlphaTauri-Honda      | 63      | +1.13,1843  | 20        |       |
| 13                                                                 | 7   | Kimi Räikkönen     | Alfa Romeo-Ferrari    | 63      | +1.34,7734  | 16        |       |
| 14                                                                 | 99  | Antonio Giovinazzi | Alfa Romeo-Ferrari    | 62      | +1 omgang   | 17        |       |
| 155                                                                | 5   | Sebastian Vettel   | Aston Martin-Mercedes | 61      | Gearkasse   | PL5       |       |
| 16                                                                 | 47  | Mick Schumacher    | Haas-Ferrari          | 61      | +2 omgange  | 18        |       |
| 17                                                                 | 9   | Nikita Masepin     | Haas-Ferrari          | 61      | +2 omgange  | 19        |       |
| Ret                                                                | 77  | Valtteri Bottas    | Mercedes              | 30      | Sammenstød  | 8         |       |
| Ret                                                                | 63  | George Russell     | Williams-Mercedes     | 30      | Sammenstød  | 12        |       |
| Ret                                                                | 6   | Nicholas Latifi    | Williams-Mercedes     | 0       | Sammenstød  | 14        |       |
| Hurtigste omgang: Lewis Hamilton (Mercedes) - 1.16,702 (omgang 60) |     |                    |                       |         |             |           |       |
| Kilde:                                                             |     |                    |                       |         |             |           |       |

Noter:
↑1 - Inkluderer point for hurtigste omgang.
↑2 - Lance Stroll blev givet en 5-sekunders straf for at køre af banen. Som resultat af straffen gik Strolls slutposition fra 7. pladsen til 8. pladsen.
↑3 - Yuki Tsunoda blev givet en 5-sekunders straf for at køre af banen. Hans slutposition forblev uændret af straffen.
↑4 - Kimi Räikkönen blev givet en 30-sekunders straf for en tyvstart. Som resultat af straffen gik Räikkönens slutposition fra 9. pladsen til 13. pladsen.
↑5 - Sebastian Vettel måtte starte fra pit lane på grund af et problem med hans bremser. Han udgik senere af ræset, men blev klassificeret som færdiggjort, i det at han havde kørt mere end 90% af ræset. 

## Stilling i mesterskaberne efter løbet
| Pos. | Kører           | Point |
| ---- | --------------- | ----- |
| 1    | Lewis Hamilton  | 44    |
| 2    | Max Verstappen  | 43    |
| 3    | Lando Norris    | 27    |
| 4    | Charles Leclerc | 20    |
| 5    | Valtteri Bottas | 16    |

| Pos. | Konstruktør      | Point |
| ---- | ---------------- | ----- |
| 1    | Mercedes         | 60    |
| 2    | Red Bull-Honda   | 53    |
| 3    | McLaren-Mercedes | 41    |
| 4    | Ferrari          | 34    |
| 5    | AlphaTauri-Honda | 8     |